# Semen di Guascogna
Semen di Guascogna, conosciuto anche come Jimeno, Simone o Seguin (... – 816 circa), fu duca di Guascogna, all'inizio del IX secolo.

## Biografia
Figlio primogenito del duca di Guascogna, Adelrico (ca. 742- ca. 800) e della moglie di cui non si conosce né il nome né gli ascendenti.
Dopo la creazione del regno di Aquitania, Carlomagno lo nominò conte di Bordeaux.
Nell'812, lla morte dello zio Sancho I,  gli succedette nel titolo di duca di Guascogna. Semen, dopo la morte di Carlomagno, si ribellò a Ludovico il Pio, il re d'Aquitania, ora anche imperatore che, secondo lo storico del IX secolo Eginardo stroncò la rivolta battendo Semen a Dax. Secondo la Charte d'Alaon, l'imperatore, Ludovico il Pio, lo depose, sostituendolo, per un breve periodo, con Totilo.
Dopo che Jimeno era tornato a governare il ducato, in Vasconia vi fu un'altra ribellione, che obbligò Ludovico il Pio ad intervenire, per la seconda volta e che dovette attraversare i Pirenei (ciò probabilmente implica che il ducato di Semen era divenuto transpirenaico) ed a Pamplona chiuse la partita coi rivoltosi. Nell'816, il re d'Aquitania e imperatore, Ludovico il Pio, lo depose.
Semen morì nello stesso anno lasciando il ducato al figlio, Garcia.

## Discendenza
Semen ebbe dalla moglie Onneca, figlia di un guascone di nome Garcia [un'altra fonte dice che fosse Leodegunda di Asturia, figlia del re Ordono I delle Asturie (820-866)], due figli:
- Garcia (?-818), duca di Guascogna
- Semen o Seguin o Jimeno († 846), conte di Bordeaux e di Saintes e duca di Guascogna in contrapposizione a Sancho II.

## Ascendenza
|                       |   |          | Genitori |  |  | Nonni |  |  | Bisnonni            |  |  | Trisnonni            |  |
|                       |   |          |          |  |  |       |  |  | Attone di Aquitania |  |  | Oddone I d'Aquitania |  |
|                       |   |          |          |  |  |       |  |  | Attone di Aquitania |  |  | Oddone I d'Aquitania |  |
|                       |   | Valtrude |          |  |  |       |  |  | Attone di Aquitania |  |  |                      |  |
| Lupo II di Guascogna  |   |          |          |  |  |       |  |  | Attone di Aquitania |  |  |                      |  |
|                       |   | …        | …        |  |  |       |  |  |                     |  |  |                      |  |
|                       |   | …        | …        |  |  |       |  |  |                     |  |  |                      |  |
|                       |   | …        | …        |  |  |       |  |  |                     |  |  |                      |  |
| Adelrico di Guascogna |   | …        |          |  |  |       |  |  |                     |  |  |                      |  |
|                       |   | …        | …        |  |  |       |  |  |                     |  |  |                      |  |
|                       |   | …        | …        |  |  |       |  |  |                     |  |  |                      |  |
|                       |   | …        | …        |  |  |       |  |  |                     |  |  |                      |  |
| …                     |   | …        |          |  |  |       |  |  |                     |  |  |                      |  |
|                       |   | …        | …        |  |  |       |  |  |                     |  |  |                      |  |
|                       |   | …        | …        |  |  |       |  |  |                     |  |  |                      |  |
|                       |   | …        | …        |  |  |       |  |  |                     |  |  |                      |  |
| Semen di Guascogna    |   | …        |          |  |  |       |  |  |                     |  |  |                      |  |
|                       | … | …        |          |  |  |       |  |  |                     |  |  |                      |  |
|                       | … | …        |          |  |  |       |  |  |                     |  |  |                      |  |
|                       | … | …        |          |  |  |       |  |  |                     |  |  |                      |  |
| …                     | … |          |          |  |  |       |  |  |                     |  |  |                      |  |
|                       |   | …        | …        |  |  |       |  |  |                     |  |  |                      |  |
|                       |   | …        | …        |  |  |       |  |  |                     |  |  |                      |  |
|                       |   | …        | …        |  |  |       |  |  |                     |  |  |                      |  |
| …                     |   | …        |          |  |  |       |  |  |                     |  |  |                      |  |
|                       |   | …        | …        |  |  |       |  |  |                     |  |  |                      |  |
|                       |   | …        | …        |  |  |       |  |  |                     |  |  |                      |  |
|                       |   | …        | …        |  |  |       |  |  |                     |  |  |                      |  |
| …                     |   | …        |          |  |  |       |  |  |                     |  |  |                      |  |
|                       |   | …        | …        |  |  |       |  |  |                     |  |  |                      |  |
|                       |   | …        | …        |  |  |       |  |  |                     |  |  |                      |  |
|                       |   | …        | …        |  |  |       |  |  |                     |  |  |                      |  |
|                       |   | …        |          |  |  |       |  |  |                     |  |  |                      |  |

### Fonti primarie
- (LA) Monumenta Germanica Historica, tomus primus. URL consultato il 24 marzo 2020 (archiviato dall'url originale il 25 settembre 2014).
- (LA) Monumenta Germaniae Historica, tomus II.

### Letteratura storiografica
- René Poupardin, XVIII, Ludovico il Pio, in L'espansione islamica e la nascita dell'Europa feudale, Storia del Mondo Medievale, II,  pp. 558-582.